# Trokowyczi
Trokowyczi (ukr. Троковичі) – wieś na Ukrainie, w obwodzie żytomierskim, w rejonie żytomierskim, w hromadzie Olijiwka.
W 2001 liczyła 1824 mieszkańców, w 2021 – 1587.
Znajduje tu się mijanka i przystanek kolejowy Strokowyci, położona na linii Korosteń – Żytomierz.

## Historia
Dawniej własność m.in. do Niemiryczów. Pod koniec XIX wieku leżały w guberni wołyńskiej, w powiecie żytomierskim, w gminie Czerniachów.